# 馬拉亞利人
馬拉亞利人，印度南部喀拉拉邦及中央直辖区拉克沙群島的达罗毗荼人族群原生居民，以马拉雅拉姆语為母語，印度馬拉亞利人社群擁有移居世界各地的歷史，並因熱帶環境形成獨特的次文化。